# قرار مجلس الأمن التابع للأمم المتحدة رقم 300
قرار مجلس الأمن التابع للأمم المتحدة رقم 300، الذي اتخذ بالإجماع في 12 أكتوبر 1971، بعد الانتهاكات المزعومة للمجال الجوي الزامبي من قبل طائرات سلاح الجو الجنوب أفريقي، كرر مجلس الأمن موقفه بشأن السيادة والسلامة الإقليمية ودعا جنوب أفريقيا إلى احترام زامبيا. وأعلن المجلس أنه في حالة انتهاك جنوب أفريقيا لسيادة زامبيا مرة أخرى، فإنه سيجتمع مرة أخرى لدراسة الحالة وفقا للأحكام ذات الصلة من ميثاق الأمم المتحدة.
عقد الاجتماع بناء على طلب زامبيا، التي كتبت رسالة إلى مجلس الأمن في 6 أكتوبر، بعد انتهاكات مزعومة على طول قطاع كابريفي. وتم دعمها من قبل 48 دولة.

## روابط خارجية
- نص القرار في undocs.org